# Coracina analis
El oruguero de Nueva Caledonia (Coracina analis) es una especie de ave paseriforme de la familia Campephagidae. Es endémico de Nueva Caledonia. No se reconocen subespecies.